# Acromyrmex niger
Acromyrmex niger är en myrart som först beskrevs av Smith 1858.  Acromyrmex niger ingår i släktet Acromyrmex och familjen myror. Inga underarter finns listade i Catalogue of Life.

## Bildgalleri

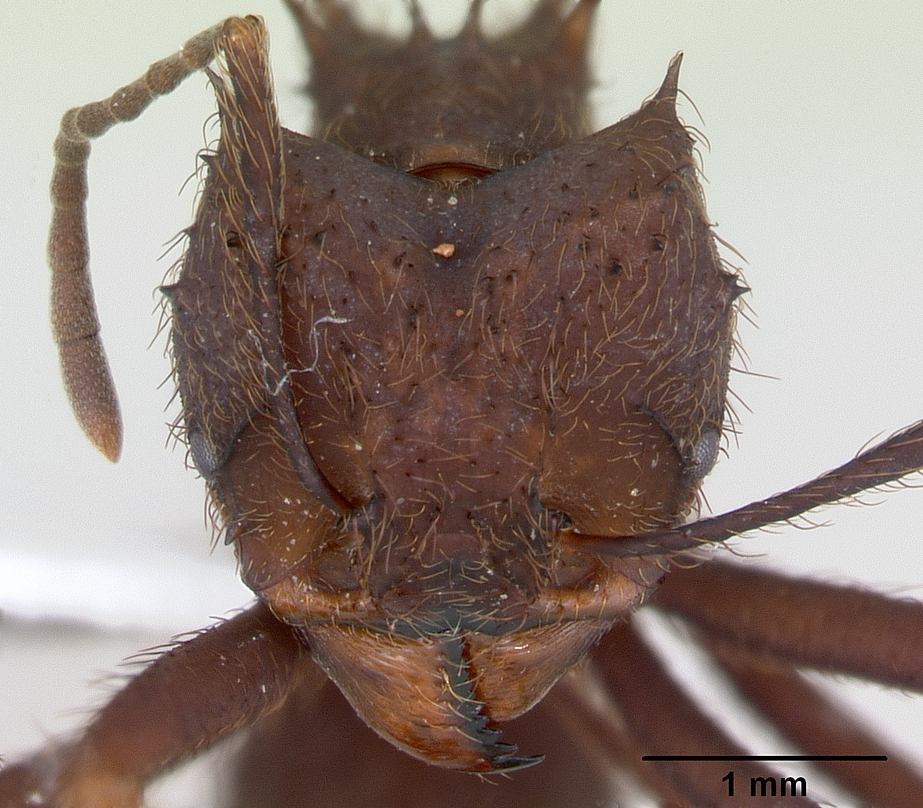
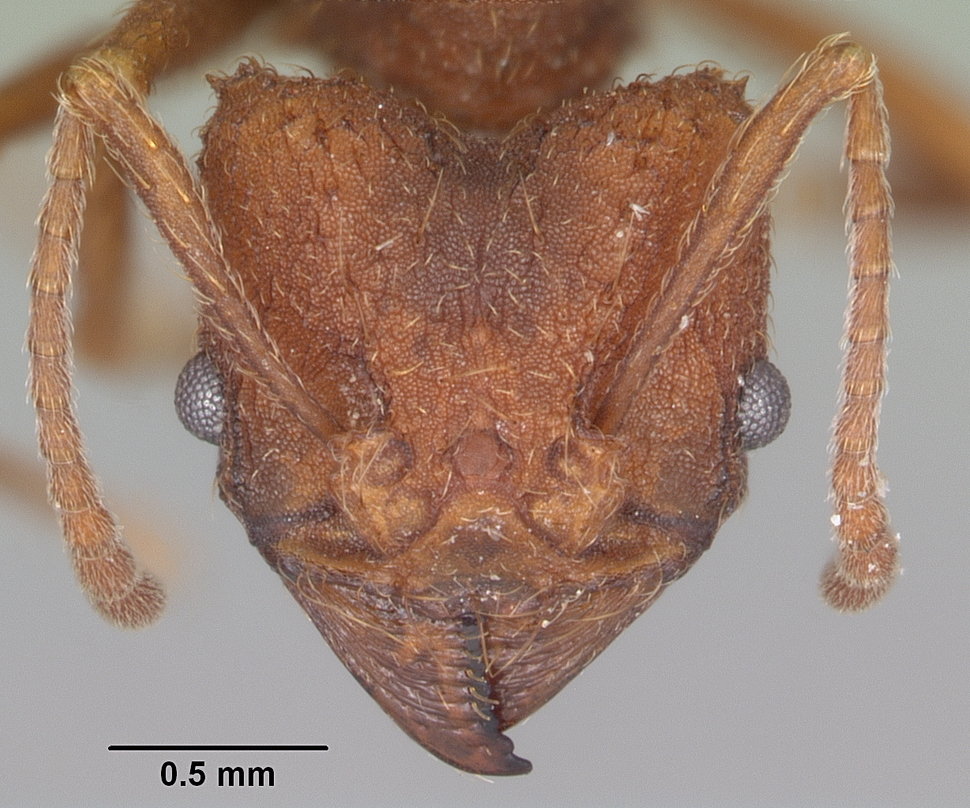